# USP3

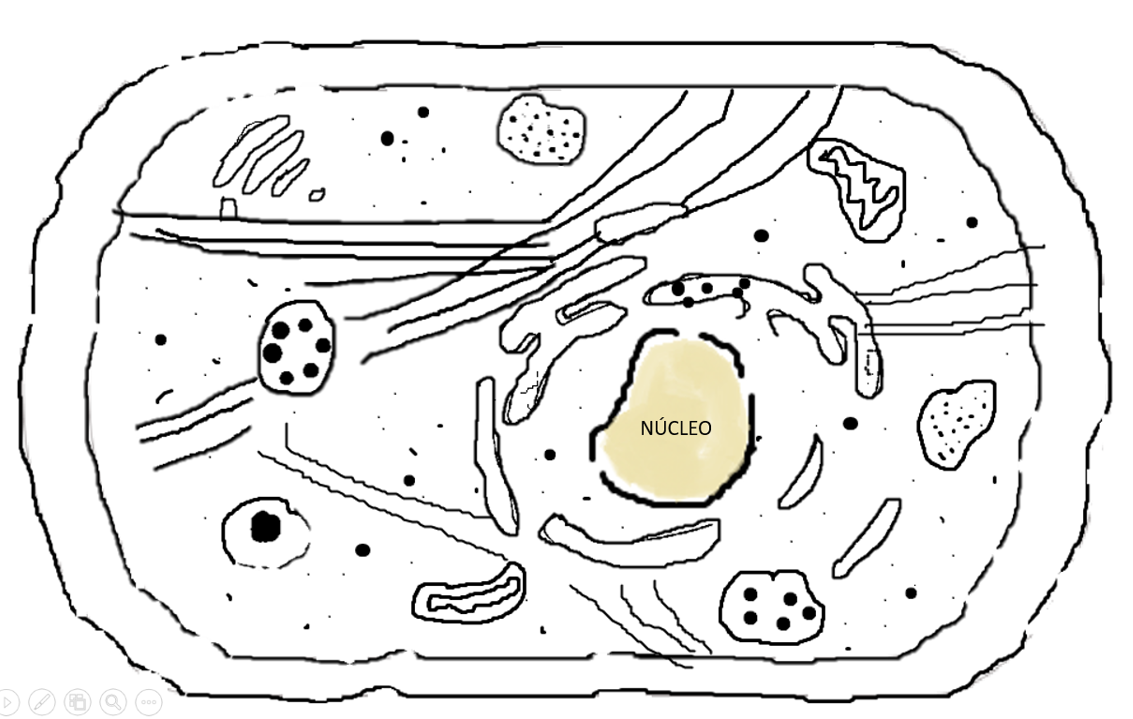
La parte coloreada indica la presencia de USP3 en la célula humana.

La ubicuitina carboxiterminal hidrolasa 3, USP3 (EC 3.4.19.12), también llamada enzima desubicuitinante 3, ubicuitina tioesterasa 3, AtUBP3, proteasa 3 de procesamiento específico de ubicuitina, ubicuitina carboxilo terminal hidrolasa 3 o YER151C, es una enzima desubicuitinante, codificada en humanos por el gen USP3,  situado en el cromosoma 15q22.31.
Las enzimas desubicuitinantes (DUB) pertenecen a la superfamilia de enzimas proteasas que, a su vez, pueden ser de cinco clases diferentes dependiendo del desarrollo de la catálisis: aspártico, metalo, serina, treonina y cisteína proteasas.
La USP3 forma parte de las cisteínas proteasas y, dentro de esta clase, está incluida en las proteasas específicas de proteínas (USP).
Es una proteína intracelular que se encuentra en todos los tejidos, concretamente, en el núcleo de las células, en la fracción de la cromatina.  
La ubicuitina carboxiterminal hidrolasa 3 se caracteriza, especialmente, por ser la encargada de seccionar la ubicuitina adherida a las proteínas y otras moléculas. La ubicuitina, entre muchas otras funciones, se adhiere a las proteínas para marcarlas y, por lo tanto, regular su degradación.   
| Nombre estándar de la proteína          | · Ubicuitina carboxiterminal hidrolasa 3 |
| Nombres alternativos                    | · Enzima desubicuitinante 3 · Ubicuitina tioesterasa 3 · AtUBP3 · Proteasa 3 de procesamiento específico de ubicuitina · Ubicuitina carboxilo terminal hidrolasa 3 · YER151C |
| Nombre del gen que codifica la proteína | · USP3 |
| Localización cromosomal                 | · 15q22.31 |
| Grupo de gen                            | · Peptidasas específicas de ubicuitina |
| Organismo                               | · Homo sapiens (Humano) |
| Ubicación celular                       | · Intracelular |
| Localización subcelular                 | · Núcleo |

## Estructura y origen

### Gen USP3 y ARN
La enzima ubicuitina carboxiterminal hidrolasa 3 tiene una estructura determinada por el gen Ubicuitina Peptidasa Específica 3 (USP3) que, en humanos, está localizado en el cromosoma 15, concretamente, en la banda citogenética 15q22.31:

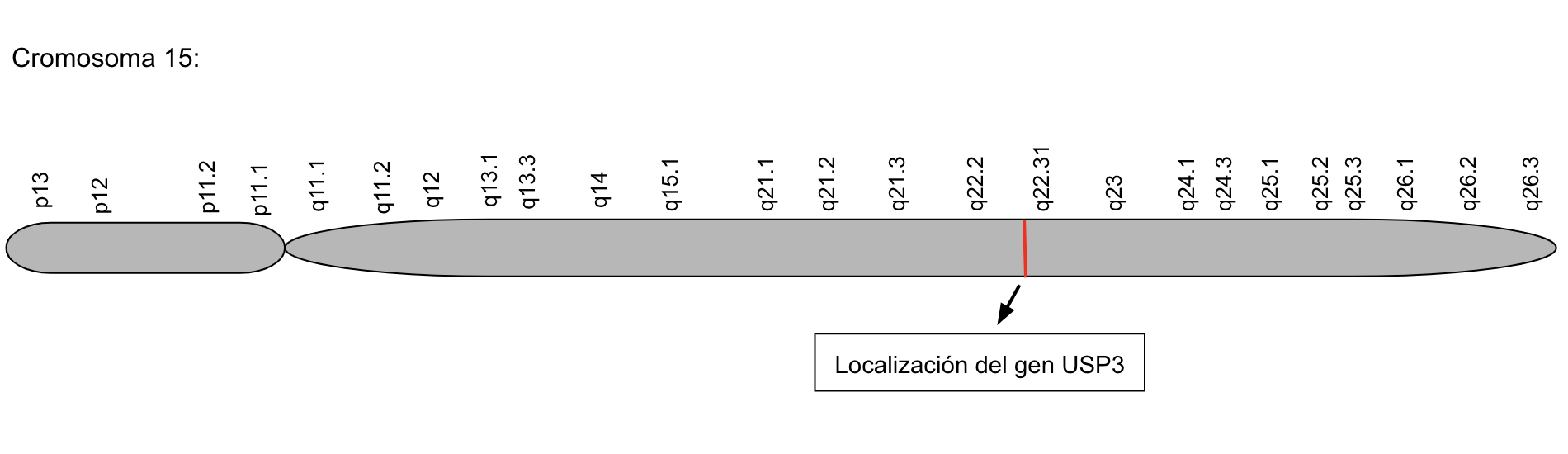
Localización del gen USP3 dentro del cromosoma 15

El gen USP3 contiene un total de 2 309 bases que, mediante la transcripción, forman una molécula de ARN mensajero (ARNm) lineal. Después de pasar por el proceso de empalme alternativo (splicing), donde los intrones del ARNm son removidos y los exones son unidos, la molécula de ARNm se reduce a 21 exones, que serán sujetos a la traducción en el citoplasma de la célula.

### Estructura molecular de la enzima USP3
El resultado de la traducción de la molécula final de ARN es una enzima con un total de 520 aminoácidos y una masa molecular de 58 897 Daltons. La estructura primaria de la USP3 se ve definida por la siguiente secuencia:

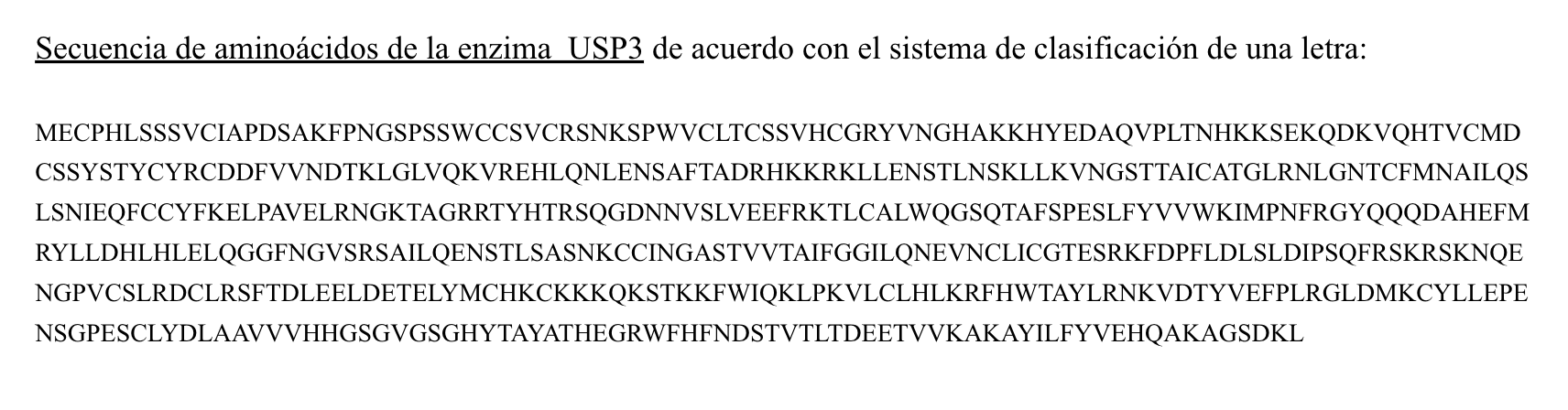
Estructura primaria USP3

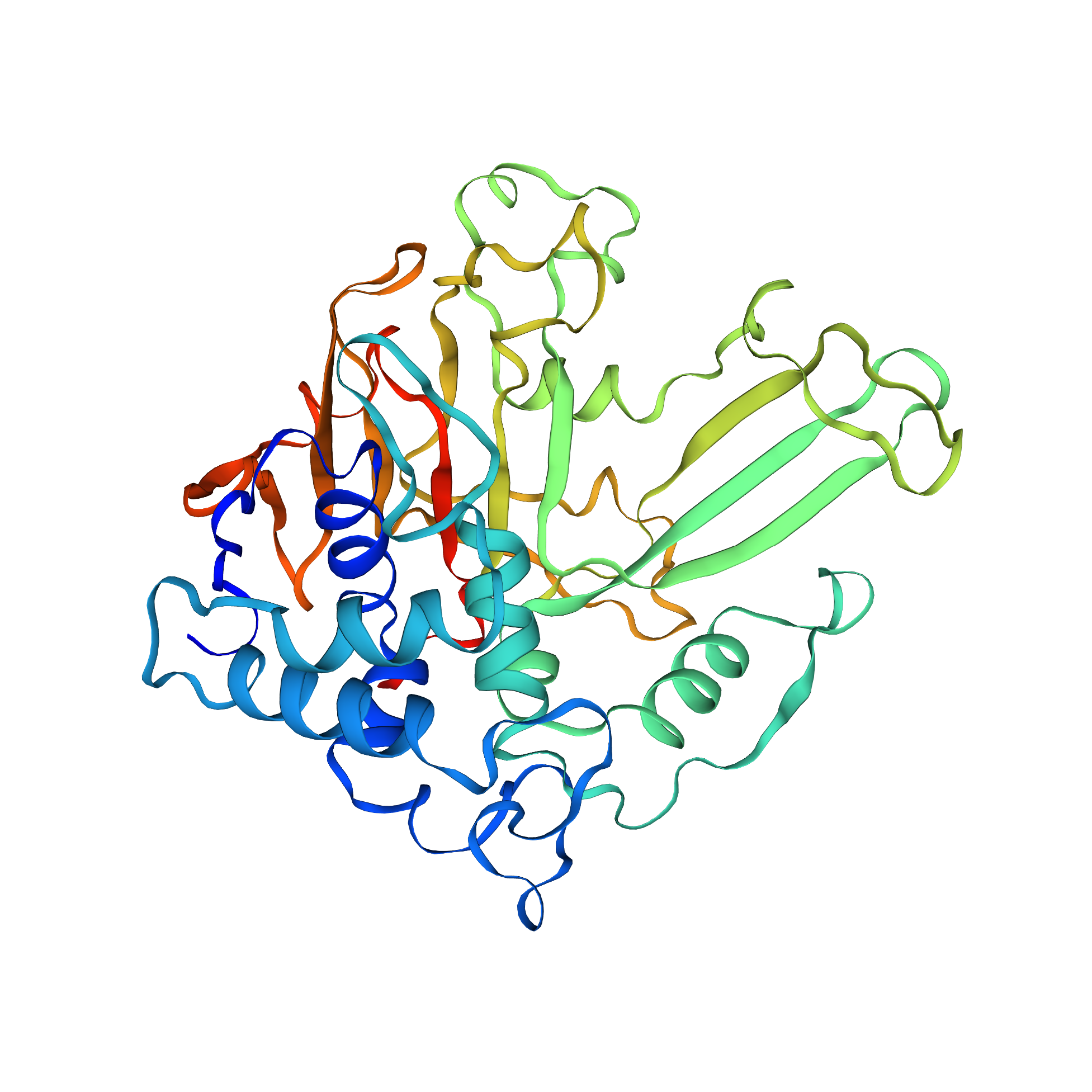
Estructura tridimensional USP3

La USP3 posee una estructura cuaternaria, la cual se crea mediante la unión de la molécula de USP3 con la proteína Histona H2A. Esta unión solo es posible gracias a un motivo, que se encuentra en la molécula de USP3, llamado dedo de cinc. Este dedo de cinc es un motivo que tiene la capacidad de enlazar ADN, ARN, proteínas y sustratos de lípidos. En la enzima USP3 este motivo se encuentra entre el aminoácido en posición 27 y el aminoácido en posición 104. La enzima USP3, además de poseer un dedo de cinc, también posee un dominio USP que empieza en el aminoácido 159 y  termina en el aminoácido 511. Este dominio, al igual que el motivo dedo de cinc, es imprescindible para la monodesubicuitinación de la histona H2A.
Debido a que la USP3 actúa como una enzima, necesita sitios activos para adherirse a los sustratos y así cumplir su papel catalítico. Esta enzima en particular posee dos sitios activos: uno en la posición 168 y otro en la posición 471. El sitio activo de la posición 168 está descrito como nucleófilo, por lo que provoca catálisis mediante una reacción donde cede un par de electrones libres a otra especie. Por otro lado, el sitio activo en la posición 471 está descrito como un aceptor de protones, por lo que su modo de catálisis involucra aceptar los protones provenientes del sustrato. Estos sitios activos, conjuntamente, hacen que la enzima pueda cumplir su función biológica.

### Isoformas de USP3
Esta enzima tiene una proteína isoforma, lo que significa que existe otra proteína altamente similar a la enzima USP3. La isoforma de la USP3 tiene 420 aminoácidos, es decir, 100 menos que la USP3, que tiene 520, y una masa molecular de 53 743 daltons, que es inferior a la de la USP3, que tiene 58 897 Daltons. Esta proteína isoforma está producida por un proceso de empalme alternativo, lo que significa que ambos, la enzima USP3 y su isoforma, están codificados por el gen USP3.

## Función
La USP3 humana es una enzima hidrolasa cuya función principal es desubicuitinar, es decir, eliminar la ubicuitina de algunas proteínas y moléculas.
Esta enzima, principalmente, cataliza el proceso de eliminación de ubicuitina de las proteínas diana monoubicuitinadas, histona H2A y H2B,  interactuando con ellas selectivamente y de forma no covalente en algunas fases de la división celular, concretamente en la fase S y en la posterior entrada mitótica. Especialmente, ayuda a que estas dos fases progresen de manera adecuada. De hecho, la inexistencia o la falta de USP3 puede producir un retraso en el progreso de la fase S y desencadenar la acumulación de roturas del ADN.
La ubicuitina carboxiterminal hidrolasa 3 también se encarga de eliminar inespecíficamente actividad genética. Es destacable la capacidad que tiene esta enzima para regular el punto de control de la respuesta al daño del ADN mediante la desubicuitinación de H2A en los sitios de daño del ADN.
Además de las funciones explicadas anteriormente, esta enzima permite la unión de ARNm y hace posible que la proteasa específica dependiente del tiol actúe debidamente.
La enzima USP3 interviene en el proceso de retención de proteínas en el cuerpo de Golgi y participa en procesos reguladores de la célula como la ósmosis.
A su vez, acostumbra a interaccionar, selectivamente, con las secuencias de ADN que se encuentran en la cromatina y con iones de zinc.

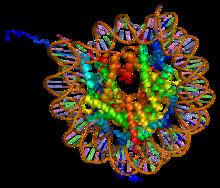
Proteínas que son desubicuitinadas por la enzima USP3: Histona H2A

## Relevancia Clínica

TAC Glioblastoma-Plano coronal

Estudios recientes han demostrado que la presencia de USP3 tiene cierta influencia sobre el glioblastoma (GBM) humano. La transición epitelio-mesénquima (EMT) es un proceso reconocido como un regulador crucial en la progresión del cáncer, ya que facilita la invasión de las células tumorales. En el caso de la USP3, esta interacciona con Snail (un factor de transcripción clave que media la EMT) desubicuitinándolo. Debido a esta interacción, se disminuye la degradación de Snail, hecho que provoca un aumento de propiedades invasivas y tumorigénicas del GBM. 
La afirmación anterior se explica observando que los pacientes con niveles altos de USP3 presentan también valores altos de Snail y que los pacientes con mayor expresión de USP3 presentan una supervivencia libre de enfermedad (medida con el análisis de supervivencia de Kaplan-Meier) peor que aquellos con menos expresión de USP3. Al contrario, el agotamiento de USP3 en las células tumorales aumenta la ubicuitinación y, por tanto, la degradación de Snail, de manera que disminuye la capacidad migratoria de las células cancerosas. Es más, se observa una relación directamente proporcional entre la concentración de USP3 y el potencial de metástasis del GBM.
Concluyendo, la USP3 sirve como una enzima desubicuitinante (DUB) que media la estabilización de Snail y, en consecuencia, la pérdida o ganancia de capacidad tumorigénica del GBM. Por consiguiente, la relevancia clínica de la molécula se basa en la posibilidad de proporcionar un nuevo régimen de tratamiento dirigiéndose al eje USP3/Snail.